# Sabina Spielrein
Sabina Spielrein (ros. Сабина Нафтуловна Шпилрейн, Sabina Naftulowna Szpilrein, ur. 7 listopada 1885 w Rostowie nad Donem, zm. 11/12 sierpnia 1942 tamże) – rosyjska lekarka, psychiatra, psychoanalityczka.

## Życiorys
Urodziła się 7 listopada 1885 r. w Rostowie nad Donem jako najstarsze dziecko Naftula Szpilreina, który dorobił się na handlu nawozami i środkami ochrony roślin, i stomatolożki Ewy Lublińskiej, córki rabina z Jekaterynosławia. Naftul Aronowicz pochodził z Warszawy; po przeniesieniu się do Rostowa zmienił imię i patronimik na Nikołaj Arkadiejewicz. Braćmi Sabiny byli Isaak, Jan i Emil, którzy zostali zesłani do gułagu i zamordowani podczas stalinowskich czystek.
Wychowywała się pod presją konieczności osiągania doskonałych wyników w nauce, opanowywania gry na instrumentach i kolejnych języków obcych. Z tego powodu jako sześciolatka znała języki niemiecki, łacinę i francuski, uczyła się gry na fortepianie i śpiewu. Między piątym i ósmym rokiem życia uczyła się w Warszawie. Ukończyła szkołę z wyróżnieniem, szczególnie wyróżniając się z przedmiotów ścisłych. Planowała wtedy studia medyczne.
Jej ojciec był niestabilny emocjonalnie, często stosował wobec rodziny przemoc, a jednocześnie groził samobójstwem, gdyż nie czuł się dość mocno kochany przez dzieci. Natomiast jej matka była nadopiekuńcza i nadmiernie uzależniająca, a także uzależniona od zakupów, których dokonywała ponad stan, ukrywając potem długi przed agresywnym mężem. Spielrein często była bita przez ojca, który stosował bicie jako karę za niewłaściwe zachowanie. Jako nastolatka zaczęła utożsamiać upokorzenie i ból fizyczny z przyjemnością seksualną. Również na widok bitych braci czuła podniecenie seksualne i lęk przed śmiercią. Pod wpływem opisanych traumatycznych przeżyć rozwinęły się u niej epizody lęku, koszmary nocne i przywidzenia, słyszała także głosy wypowiadające przykre dla niej treści.
Z powodu napadu paniki w 1904 roku została przyjęta do kliniki Burghölzli, uznawanej wtedy za najbardziej innowacyjną placówkę psychiatryczną w Europie. Tam też została poddana psychoterapii przez Carla Gustava Junga, w wyniku której jej samopoczucie znacząco się poprawiło. W efekcie Spielrein zaczęła asystować Jungowi i innym lekarzom w projektach badawczych, zaczęła też czytać publikacje naukowe i korespondować z asystentkami rosyjskich psychiatrów. Według Petera Loewenberga, historyka psychoanalizy i biografa Spielrein, jej relacje z Jungiem przekroczyły akceptowane ramy relacji lekarz–pacjent i było to powodem zakończenia współpracy Junga z jego przełożonym, Eugenem Bleulerem. Z kolei według nowszych badań Lothane’a związek Spielrein i Junga, chociaż intymny, nie przyjął charakteru erotycznego.
Pod wpływem Junga Spielrein zaczęła studia medyczne, które ukończyła w 1911 r. na Uniwersytecie Zuryskim i w tym samym roku jako pierwsza kobieta obroniła doktorat w dziedzinie psychiatrii na podstawie pracy o przypadku schizofrenii. W październiku 1911 r. osiadła w Wiedniu. Zaraz też przystąpiła do kierowanego przez Sigmunda Freuda Wiedeńskiego Towarzystwa Psychoanalitycznego, w którym prowadziła wykłady m.in. na temat destrukcji i popędu śmierci, które to poglądy Freud wpierw odrzucił, a w 1920 r. uznał za własne. Jung w tym czasie wspierał Spielrein, zapewniając o poparciu dla jej badań i koncepcji, a równocześnie korespondował z Freudem, dezawuując jej dorobek i jednocześnie wykorzystując jej koncepcje i badania. W tym okresie publikowała również liczne artykuły, m.in. w pionierskiej dziedzinie rozwoju noworodka (1913), a uważana długo za pionierkę w tej dziedzinie Anna Freud wydawała swoje prace dopiero dziewięć lat później.
W marcu 1912 r. wyjechała do Berlina i w tym samym roku poślubiła rosyjskiego psychiatrę Pawła Szeftela, z którym miała córkę Irmę Renatę (1912). Od 1915 r. była w separacji z mężem. W następnych latach mieszkała i pracowała również w Monachium, Lozannie i Genewie. W Berlinie należała do Stowarzyszenia Psychoanalitycznego, w Genewie organizowała Towarzystwo Psychonalityczne i była profesorem psychoanalizy w Instytucie Rosseau. W Genewie dodatkowo publikowała wspólnie z Charlesem Ballym i Jeanem Piagetem. W 1923 r. powróciła do Związku Radzieckiego i zamieszkała w Moskwie, gdzie pracowała z Wierą Szmidt, Lwem Wygotskim i Aleksandrem Łuriją i otrzymała katedrę na moskiewskim uniwersytecie oraz kierownictwo kliniki psychoanalizy dziecięcej, odgrywając kluczową rolę w przeniesieniu psychoanalizy do tego kraju.
Trzy lata później przeniosła się do rodzinnego Rostowa, gdzie do 1933 r. pracowała w Państwowym Instytucie Psychoanalitycznym. Tam też zeszła się z mężem i urodziła drugą córkę Ewę (1926). Ponieważ psychoanaliza nie poddawała się ideologii bolszewickiej, radziecki rząd od 1929 r. wprowadzał szykany i ograniczenia do działalności psychoanalityków, ostatecznie likwidując m.in. Towarzystwo Psychoanalityczne w Moskwie. W 1936 r. Spielrein otrzymała zakaz wykonywania zawodu, jednak kontynuowała pracę prywatnie w tajemnicy.
Zginęła wraz z córkami 11/12 sierpnia 1942 r. w rostowskiej synagodze z rąk nazistów, rozstrzelana podczas masowej akcji likwidacyjnej rostowskich Żydów.
Jej dorobek został ponownie odkryty w latach 70.
W 2011 powstał film Niebezpieczna metoda, którego fabuła została oparta na relacji Sabiny Spielrein i Carla Gustava Junga.